# Каплан, Тереза
Тереза Каплан (англ. Theresa Caplan; 1913—2010) — американка, работник раннего развития и коллекционер игрушек со всего мира, писательница.

## Биография
Работая вместе со своим мужем Фрэнком, написала несколько известных книг, посвящённых видам детских игр у детей разных возрастов, и собрала внушительную коллекцию игрушек, сейчас являющуюся частью коллекции Детского музея Индианаполиса.
Одна из её книг, «Первые 12 месяцев жизни» (The First Twelve Months of Life), посвящена младенцам, но включает наблюдения за детьми двух лет и включает сравнения со взрослыми профсоюзами.
Во время Второй Мировой войны семья Каплан жила в северном Манхеттене, в Нью-Йорке, и основала там на 95й улице фабрику и магазин деревянных игрушек для детей. Изначально Тереза обслуживала покупателей, пока Фрэнк исполнял заказы. Во время войны деревянные игрушки были редкостью, и это помогло им в становлении бизнеса, тем более, что высокое качество исполнения стало известно. В 1949 году они назвали компанию «Creative Playthings» и управляли её вплоть до 1966 года, пока не продали её. Пока компания расширялась, они путешествовали по миру в поисках идей для своих работ; к 1980 м у них было более пятидесяти тысяч видов игрушек, и они начали считать себя коллекционерами. Так как их работа и коллекция были международными, они были сами способны устраивать показы, отмеченные United Nations Headquarters как часть Международного года ребёнка в 1979 году.
В 1984 году жившие в Принстоне Капланы решили подарить свою коллекцию Детскому музею Индианаполиса. Коллекция была столь велика, что музею потребовалось девять месяцев, чтобы распаковать тридцать два ящика, использовавшихся для транспортировки. Фрэнк умер в 1988 году, в возрасте 77 лет; после его смерти Тереза вспоминала, что она была более активна в коллекционировании, хотя по-настоящему коллекция стала расти с 1966 года, когда бизнес был продан, и Фрэнк более не должен был отвлекаться на решение финансовых вопросов:21. Каплан была экстравертом и энтузиастом:17, так что она составила подробный отчёт по коллекции, присвоив каждому объекту уникальный идентификатор с определением страны:19. К моменту совершения пожертвования двадцать тысяч индексных карточек с описаниями коллекции занимали двадцать восемь обувных коробок:18.
Тереза умерла в Принстоне 13 апреля 2010 года в возрасте 96 лет. У неё остался сын Ричард, дочь Юдифь Инглез, девять внуков и три правнука.

## Публикации
- Caplan, Frank and Theresa Caplan. «The Value of Play for Learning.» Theory into Practice, Vol. 13, No. 4 (October 1974): 239—243.
- Caplan, Frank and Theresa Caplan. The First Twelve Months of Life: Your Baby’s Growth Month By Month. New York: Bantam, 1995 (Orig. published 1977). ISBN 0-553-57406-X.
- Caplan, Frank and Theresa Caplan. The Second Twelve Months of Live: Your Baby’s Growth Month By Month, 15th Edition. New York: Bantam, 1982 (Orig. published 1978). ISBN 0-553-26438-9.
- Caplan, Frank and Theresa Caplan. The Early Childhood Years: The 2 to 6 Year Old. New York: Bantam, 1984 (Orig. published 1983). ISBN 0-553-26967-4.
- Caplan, Frank and Theresa Caplan. The Power of Play. Norwell, MA: Anchor Press, 1974. ISBN 0-385-09935-5.
- Caplan, Frank. «Extending Educational Service to Autonomous Groups of Unemployed Youth.» Journal of Educational Sociology, Vol. 19, No. 9 (May 1946): 546—554.
- Caplan, Frank. «Block Recreation Project.» Journal of Educational Sociology, Vol. 7, No. 8 (April 1934): 516—520.